# Parc national d'Aigüestortes et lac Saint-Maurice
Le parc national d'Aigüestortes et lac Saint-Maurice (en catalan : Parc Nacional d'Aigüestortes i Estany de Sant Maurici) a été créé en 1955. C'est l'unique parc national espagnol de la communauté autonome de Catalogne.

## Situation et emprise du parc
Situé dans la partie centrale de la chaîne pyrénéenne, à cheval sur les comarques d'Alta Ribagorça, de Pallars Sobirà, de Pallars Jussà et du Val d'Aran, dans la province de Lérida et incluant les territoires d'Espot et de Barruera (ca) (La Vall de Boí). Il se partage en deux zones distinctes : la partie orientale, de climat continental, est arrosée par les affluents du Noguera Pallaresa qui alimentent le lac Saint-Maurice. La partie occidentale (Aigüestortes), de climat atlantique de haute montagne, est baignée par les tributaires du Noguera Ribagorzana. Le parc est typique de la haute montagne, une grande partie étant située à une altitude supérieure à 1 000 mètres, avec des sommets qui dépassent les 3 000 mètres. On trouve en abondance des lacs glaciaires datant du Quaternaire. À l'ouest s'étend la vallée du Sant Nicolau (ca) et à l'est la vallée de l'Escrita (ca), émissaire du lac Saint-Maurice. Le parc présente une grande valeur biologique. Les grands dénivelés qu'on y trouve sont à l'origine des différents écosystèmes : prés, cultures et forêts de feuillus dans les parties les plus basses, forêts de résineux à moyenne altitude, et alpages et rochers de haute montagne dans les zones les plus hautes. Étant donné la création ancienne d'un espace protégé et son accès relativement difficile, le parc national a pu préserver une flore et une faune dans un état presque sauvage ; la trace de l'homme est inévitable et le pastoralisme, le tourisme et la production d'hydro-électricité y sont présents.
- zone centrale
- zone périphérique

- Aigüestortes i Estany de Sant Maurici
- Parc naturel de l'Alt Pirineu i Aran
- Autres zones protégées

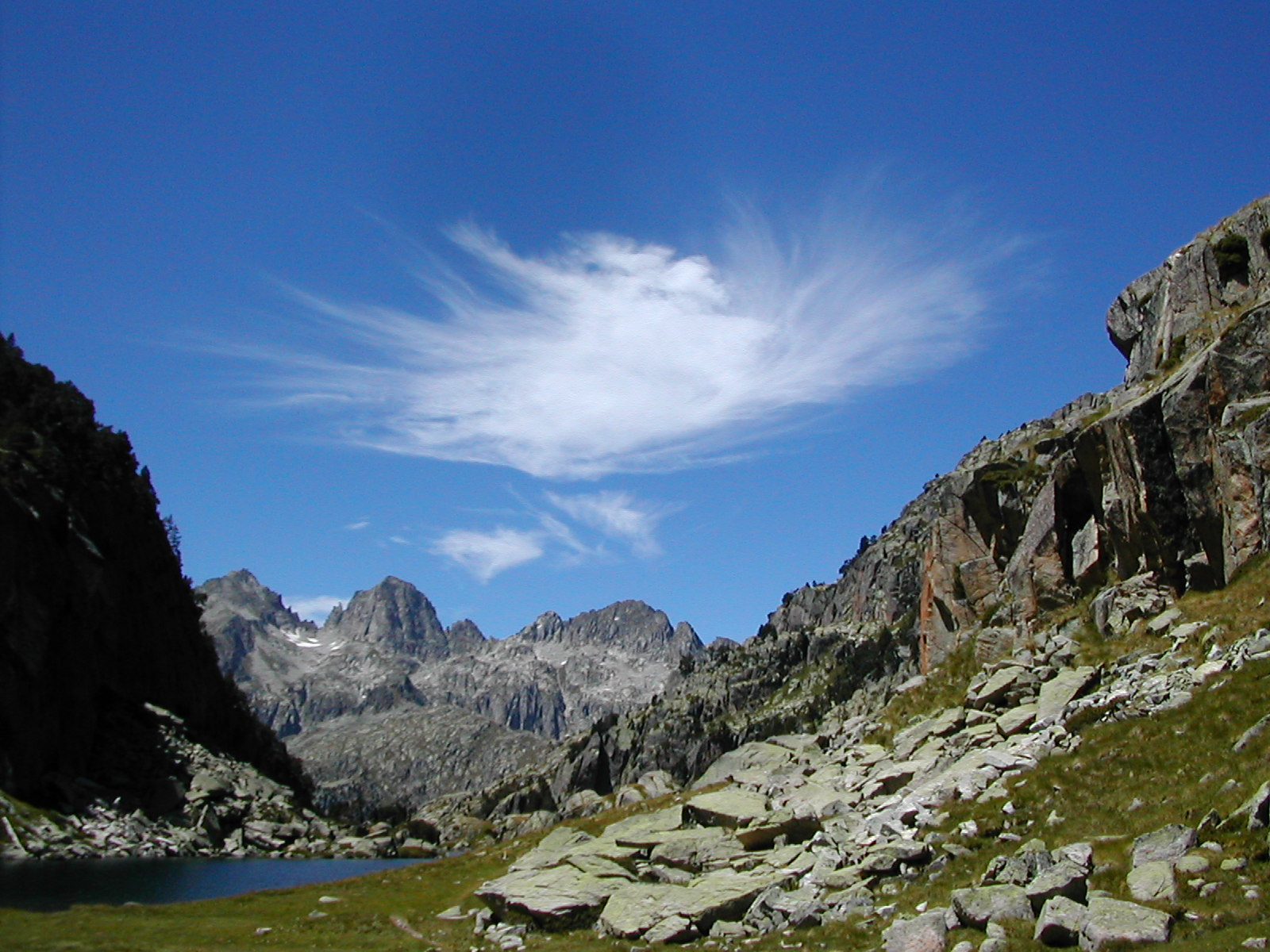
Vall de Colieto.

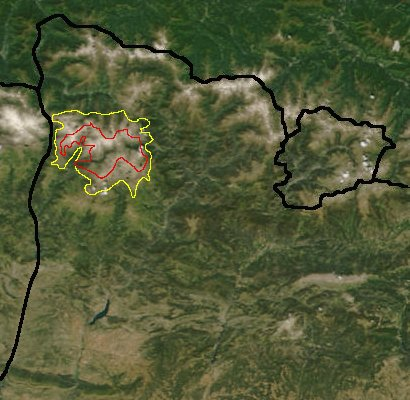
Limites du parc (comparer les 408 km2 du parc avec les 453 km2 de l'Andorre voisine) :

Aires protégées de l'Alt Pirineu i Aran :

Le parc a une surface de 40 852 ha avec deux zones de statuts différents, la zone centrale et la zone périphérique. La zone centrale constitue le parc proprement dit et englobe 14 119 ha. Les 26 733 ha de la zone périphérique l'entourent et sont destinés à la protéger de l'influence humaine. La zone centrale s'étend intégralement sur les territoires des municipalités de La Vall de Boí et d'Espot. Sur le versant de Boí, il faut remarquer la vallée du Sant Nicolau et le début de la vallée du Noguera de Tor (ca). Entre les lacs de Llong et de Llebreta, la rivière Sant Nicolau (ca) forme les méandres caractéristiques à l'origine du nom Aigüestortes (cours tortueux). Ces méandres ont été formés par l'accumulation de sédiments d'antiques lacs glaciaires. Sur le versant d'Espot se trouve la rivière Escrita et le lac Saint-Maurice. Ce lac, comme beaucoup d'autres du parc, voit ses eaux libérées par un ensemble de retenues afin d'obtenir un meilleur rendement hydro-électrique. Le lac se trouve au pied de deux pics montagneux appelés les Encantats. L'ensemble formé par le lac Saint-Maurice et les Encantats est caractéristique de la beauté du parc.
La zone périphérique inclut les municipalités de Vielha e Mijaran et de Vilamòs dans le Val d'Aran ; de Vilaller et de La Vall de Boí dans l'Alta Ribagorça ; La Torre de Cabdella du Pallars Jussà ; et Espot, Alt Àneu, Esterri d'Àneu, La Guingueta d'Àneu et Sort dans le Pallars Sobirà. Cette zone possède des lieux où la nature est restée authentique, comme le bois de la Mata de Valencia d'Àneu, les vallées de Gerber, de Cabanes, de Colieto, le cirque de Colomers, de Saboredo, la plage de Valarties, les lacs de Cabdella, le pic de Montardo et de nombreux autres.

## Histoire
Le peuplement humain des hautes vallées des Pyrénées s'est produit au fur et à mesure du recul des traces de la dernière glaciation. Dans les limites du parc, il n'y eut jamais de peuplement stable. Mais, durant le XIXe siècle et au début du XXe siècle, la pression de l'homme atteint son paroxysme, en raison de l'exploitation forestière constante et du début de l'hydro-électricité.
En 1932, le plan Macià envisagea la création du parc national des hautes Pyrénées, mais ce fut un décret du ministère de l'Agriculture, paru le 21 octobre 1955, qui établit le parc national en accord avec la loi sur les parcs nationaux de 1916, avec une emprise initiale de 9 851 ha. Il était le cinquième parc national d'Espagne et le second des Pyrénées après celui d'Ordesa.
L'approbation du statut d'autonomie de la Catalogne, en 1979, donna à celle-ci les compétences en matière de gestion et de réglementation des parcs naturels. Le 30 mars 1988, une requalification et une extension du parc furent proposées, réglementant les exploitations traditionnelles pour mieux protéger le parc.
La loi 22/90 du 28 décembre 1990 modifia partiellement les limites de la zone périphérique, la composition de l'organe de gestion du parc et les activités d'exploitation autorisées.
Le 5 juillet 1996, la surface de la zone centrale du parc fut à nouveau étendue et portée aux 14 119 ha actuels.
Le 19 février 2007, le parc est classé site Ramsar sur 39 979 ha.
Le parc national d'Aigüestortes est classé en zone Natura 2000 sur une superficie de 56 120,73 hectares, elle comprend:
- La zone spéciale de conservation (en référence à la directive Habitats) depuis 2013.
- La zone de protection spéciale (en référence à la directive Oiseaux) depuis 1988.

## Géographie

### Cours d'eau

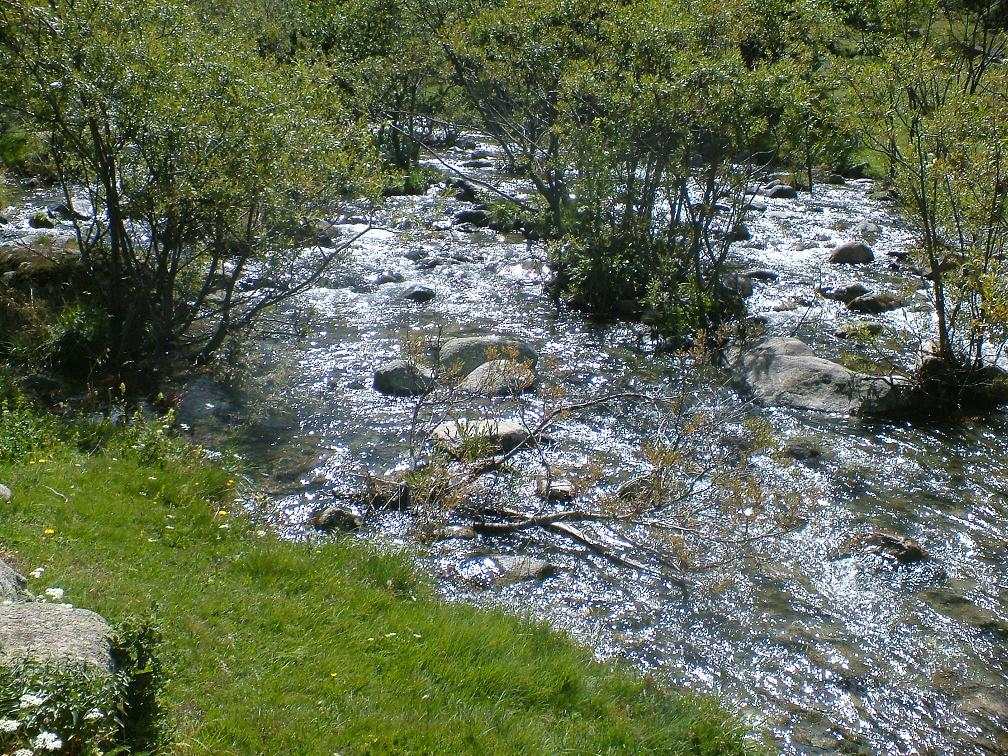
La rivière Sant Nicolau.

Bassin du Noguera de Tor
- Saint-Nicolas (Sant Nicolau)
- Saint-Martin (Sant Martí)

Bassin de la Garonne
- Valarties
- Aiguamoix
- Garona de Ruda

Bassin du Noguera Pallaresa
- Cabanes
- Escrita
- Flamisell

### Lacs

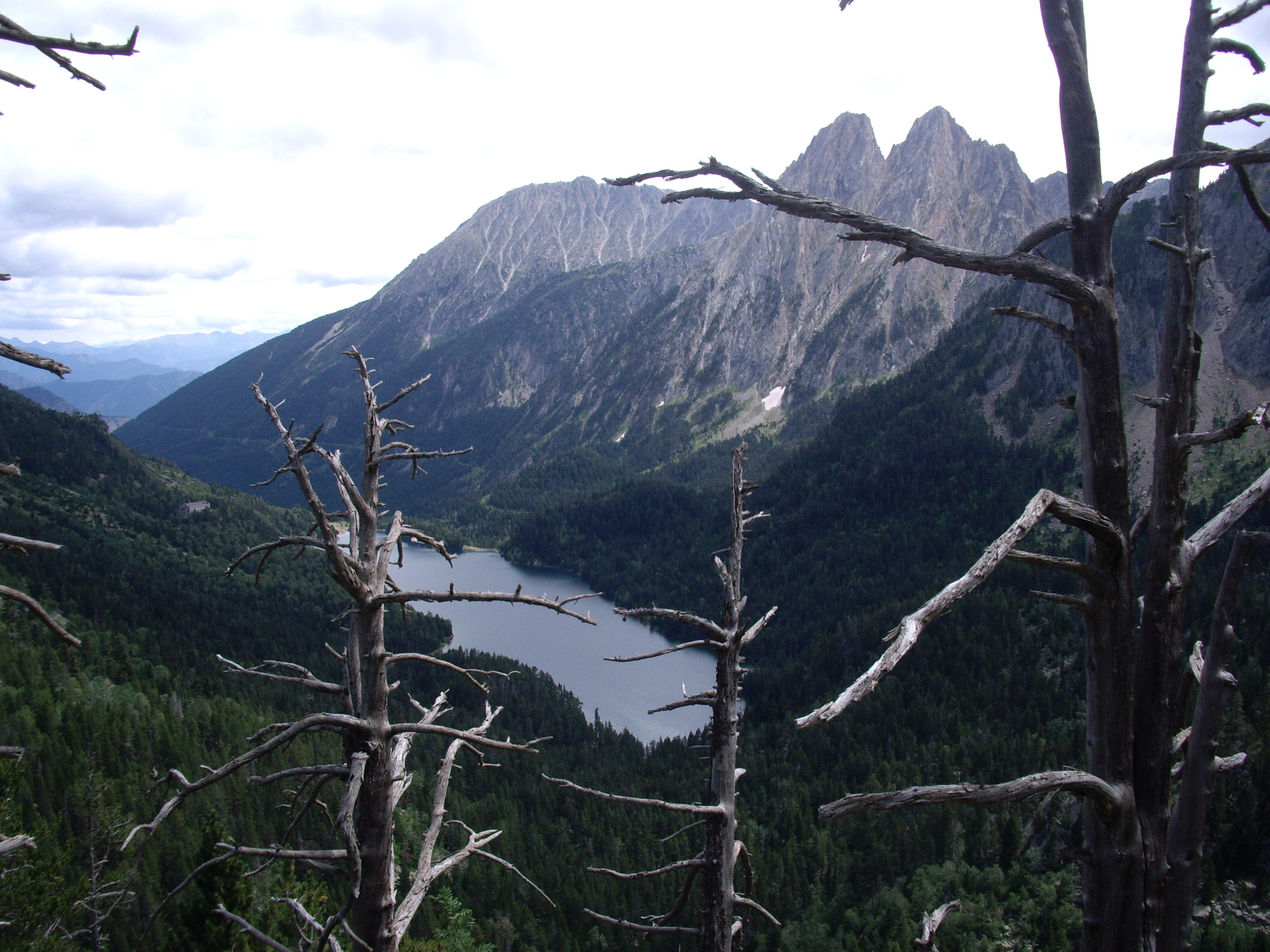
Lac de Sant Maurici.

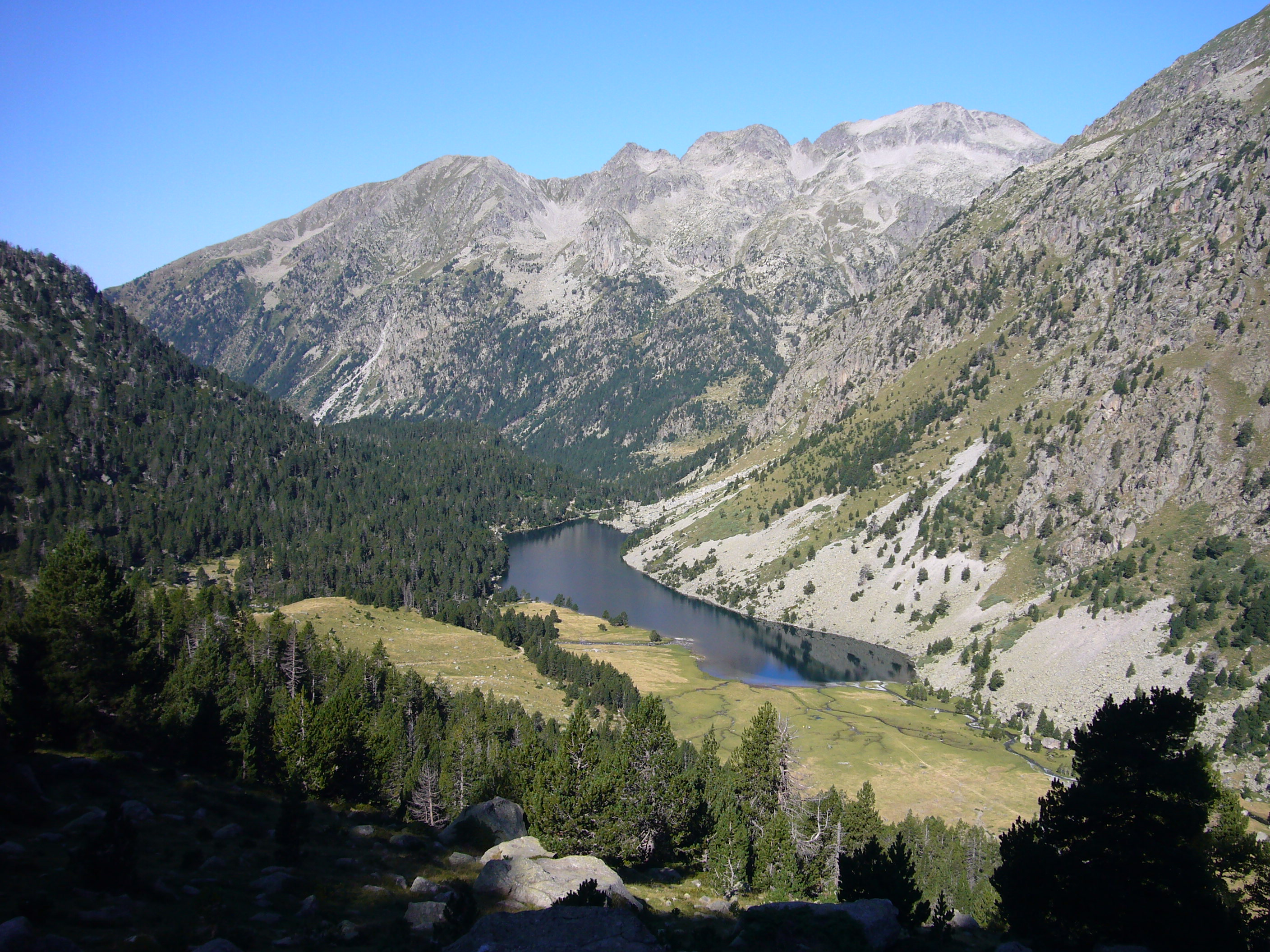
Lac de Llong.

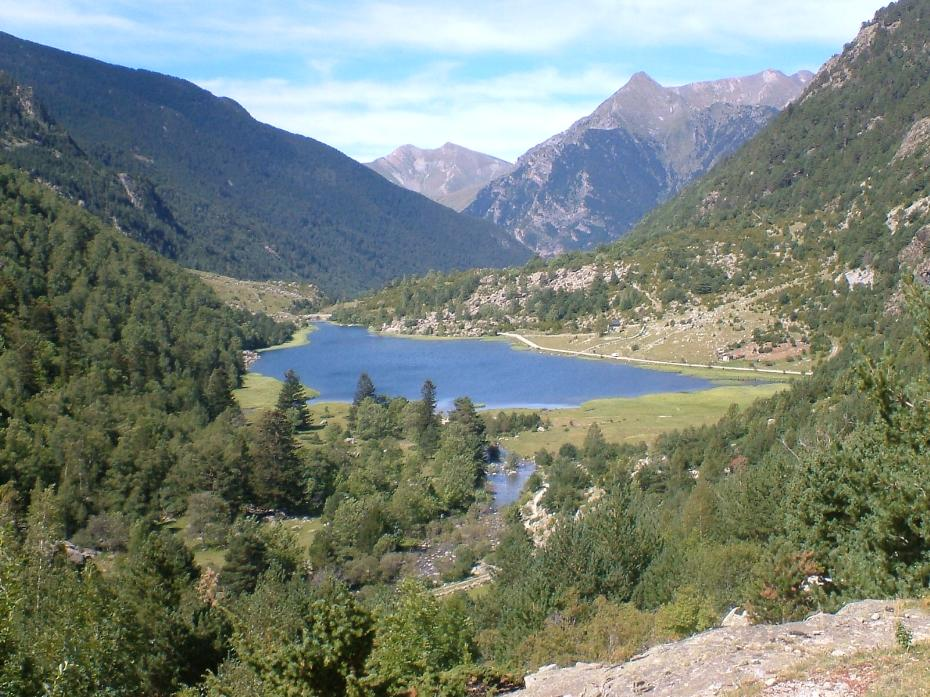
Lac de Llebreta.

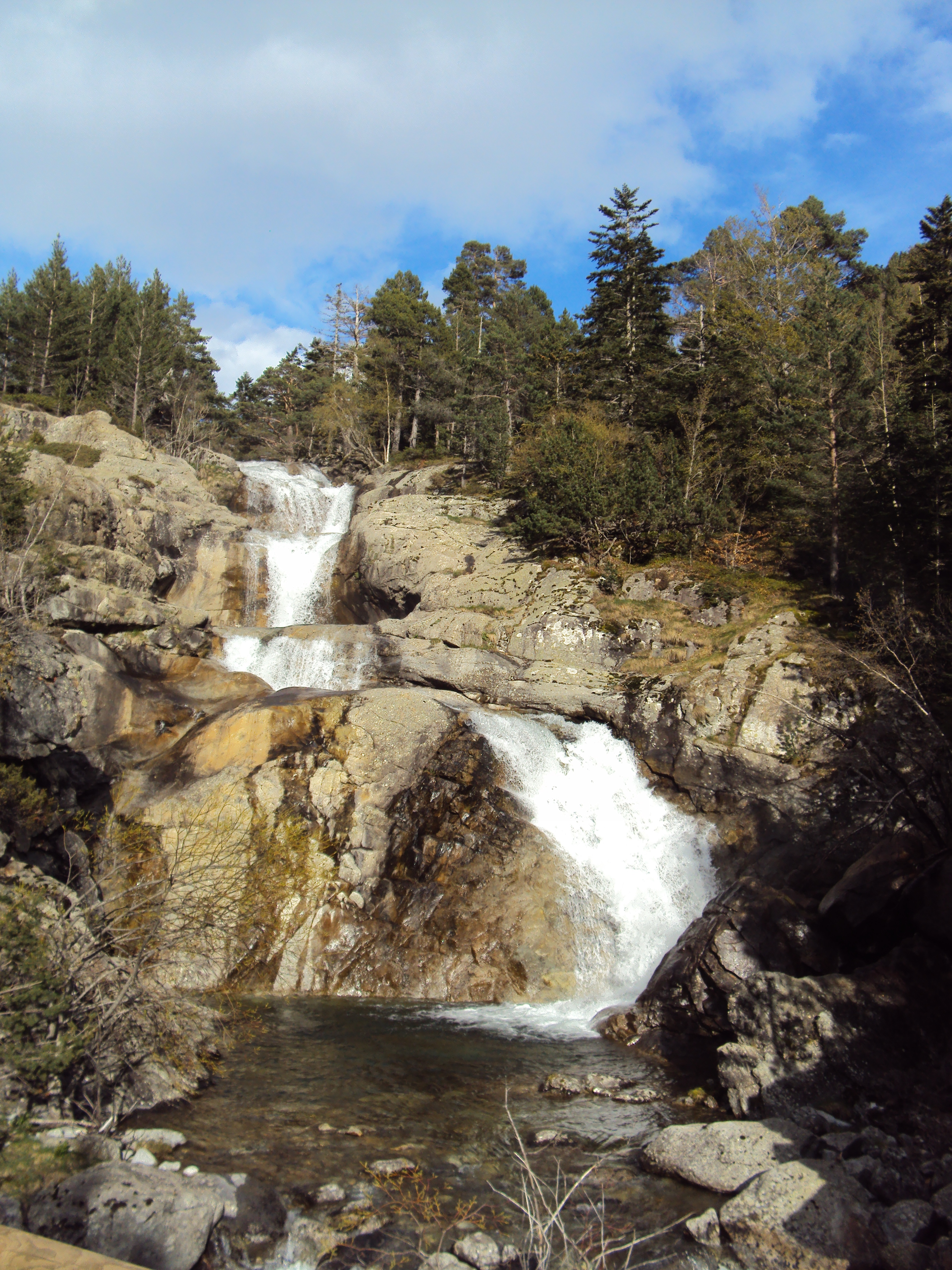
La cascade de Sant Esperit en amont du lac de Llebreta.

Le parc contient la plus grande concentration de lacs dans toute la chaîne pyrénéenne : 190 estanys (lacs) de plus de 0,5 ha, et 454 qui s'assèchent pendant l'été. De gros travaux entre 1946 et 1960 ont beaucoup affecté ces lacs ; celui de Tort de Peguera est depuis sujet à d'importantes variations de niveau, telles que la turbidité de l'eau en modifie sa couleur : il peut passer du bleu au vert en quelques minutes. Il contient une grande quantité d'algues dues à la remontée d'une partie des nutriments du fond.
L'estany de Sant Maurici est l'un des plus grands lacs du parc, avec l'estany de Negre et l'estany Gento. Il est situé au début de la Vall d'Espot, l'une des deux principales vallées du parc. C'est un lac de fond de vallée, et le point de départ de la plupart des itinéraires dans l'est du parc.
Dans la vallée du Sant Nicolau, l'estany de Llebreta résulte d'un glissement de terrain qui a obstrué le cours d'eau. Il est peu profond et contient de nombreux sels minéraux, avec en conséquence une abondance de végétaux aquatiques. On y voit notamment des communautés d'isoètes formant des prairies aquatiques clairsemées, côtoyant la plupart du temps de larges populations de Sparganium angustifolium. S'y trouvent également la grenouille rousse (en catalan : granota roja), l'euprocte des Pyrénées (tritó pirinenc), le cincle plongeur (merla d'aigua), la bergeronnette des ruisseaux et le canard colvert. Sapins et hêtres couvrent l'ubac, buis mâtinés et noisetiers l'adret.
En amont de l'estany de Llebreta, se trouve la cascade de Sant Esperit, où l'eau en tombant a creusé à son point de chute des « marmites de géants » dans le granit, vasques polies profondes de plus de 6 m pour certaines. Juste à côté les glaciers du quaternaire ont poli au lissage une série de pierres plates et minces en un lieu appelé la Mà del Bisbe (la Main de l'Evêque) : l'évêque de la Seu d'Urgell aurait glissé sur l'une des pierres et celle-ci aurait gardé l'empreinte de sa main.
Dans la zone centrale
La zone centrale du parc englobe près de 80 lacs dont les principaux sont : Llebreta, Serrader, Contraig, Llong, Mussoles, Ribera, Mayor, Dellur, Redó, Negre de Portarró, Ratera, Barbs, Munyidera, les Grand, Petit et Moyen Amitges, Saint-Maurice, Negre de Peguera.
Dans la zone périphérique
- Au nord : Rius, Tort de Rius, de Mar, Restanca, Monges, Travessany, Mangades, Majeur de Colomers, Obago, Majeur de Saboredo, Saboredo de Arriba, Saint-Gerber, Xemeneia, Negre ou de Cabanes.
- Au sud : Pesso, Castieso, Marto, Eixerola, Cubesso, Neriolo, Tort, Saburó, Vidal, Colomina, Frescau, Reguera, Fosser, Ribanegra, Salat, Morera et Gento.

### Planell d'Aigüestortes

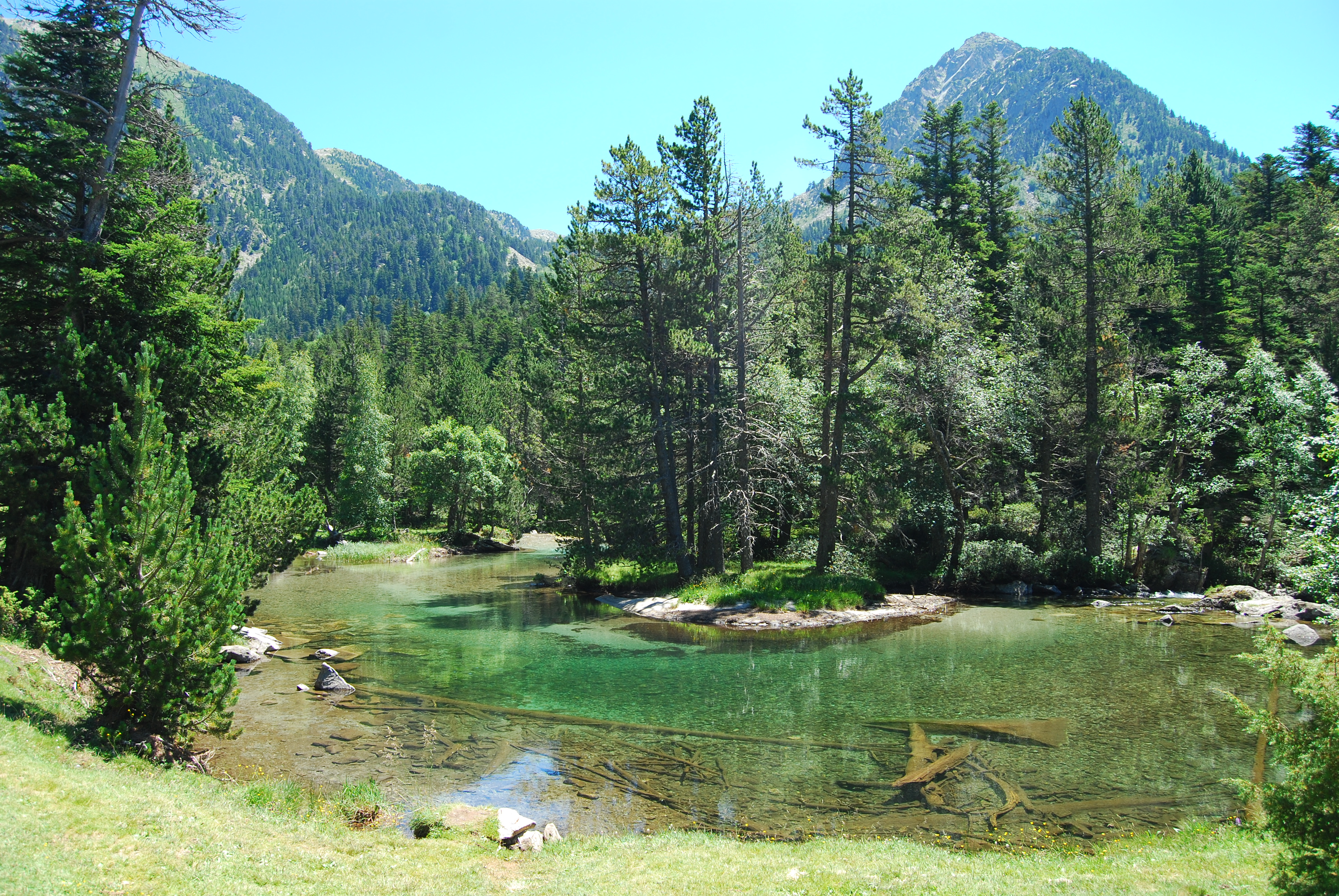
Planell d'Aigüestortes (Vall de Sant Nicolau).

Le planell d'Aigüestortes (ca) est un ancien lac d'origine glaciaire colmaté par des sédiments. L'eau s'y écoule facilement entre pâturages et forêts et y a tracé de nombreux méandres. Après le pont de Moriano, une passerelle en bois de 400 m de long est suspendue au-dessus de ces multiples chenaux, permettant d'admirer l'environnement sans le dégrader. Ces eaux, où abondent les truites de rivière (Salmo trutta fario), alimentent un système d'exploitation hydroélectrique (par le groupe Endesa). Sur le plannell, pins à crochets et rhododendrons sont nombreux. Les rhododendrons abritent fréquemment un champignon parasite : Exobasidium rhododendri, qui engendre des malformations sur les feuilles des rhododendrons et couvre leurs revers des taches rougeâtres de ses sporanges vers la fin de l'été.

### Les torrents
Les torrents sont classés en trois catégories selon leurs altitudes. Ceux d'eaux froides, entre 2 600 m et 2 100 m d'altitude, transportent peu de matières organiques et leur biodiversité est faible. Ceux entre 2 100 m et 1 900 m d'altitude, nourrissent le plus de biodiversité. Ente 1 900 m et 1 400 m d'altitude, le débit des torrents peut atteindre 2 000 l/s ; la faune qu'ils abritent doit être capable de s'accrocher aux points stables. C'est le cas des sangsues et des planaires, avec quelques trichoptères, de très petits escargots de couleur sombre, et des Ancylus fluviatilis (dont la coquille est en forme de chapeau et qui vivent collés aux roches).

### Les sources
La quarantaine de sources permanentes du parc sont classées en deux catégories. Dans la première on trouve les sources aux eaux douces et peu minéralisées. Saxifraga aquatica, une espèce endémique des Pyrénées, croît dans celles dont les eaux sont froides. La deuxième catégorie de sources comprend celles riches en carbonates, avec une dominante de Cardamine pyrenaica ou de Montia fontana. Près de ces sources aux eaux plus clémentes se trouve également Cratonerum commutatum, une mousse formant des masses de couleur brun-vert qui abrite souvent de petites herbes de milieux humides.

### Sommets

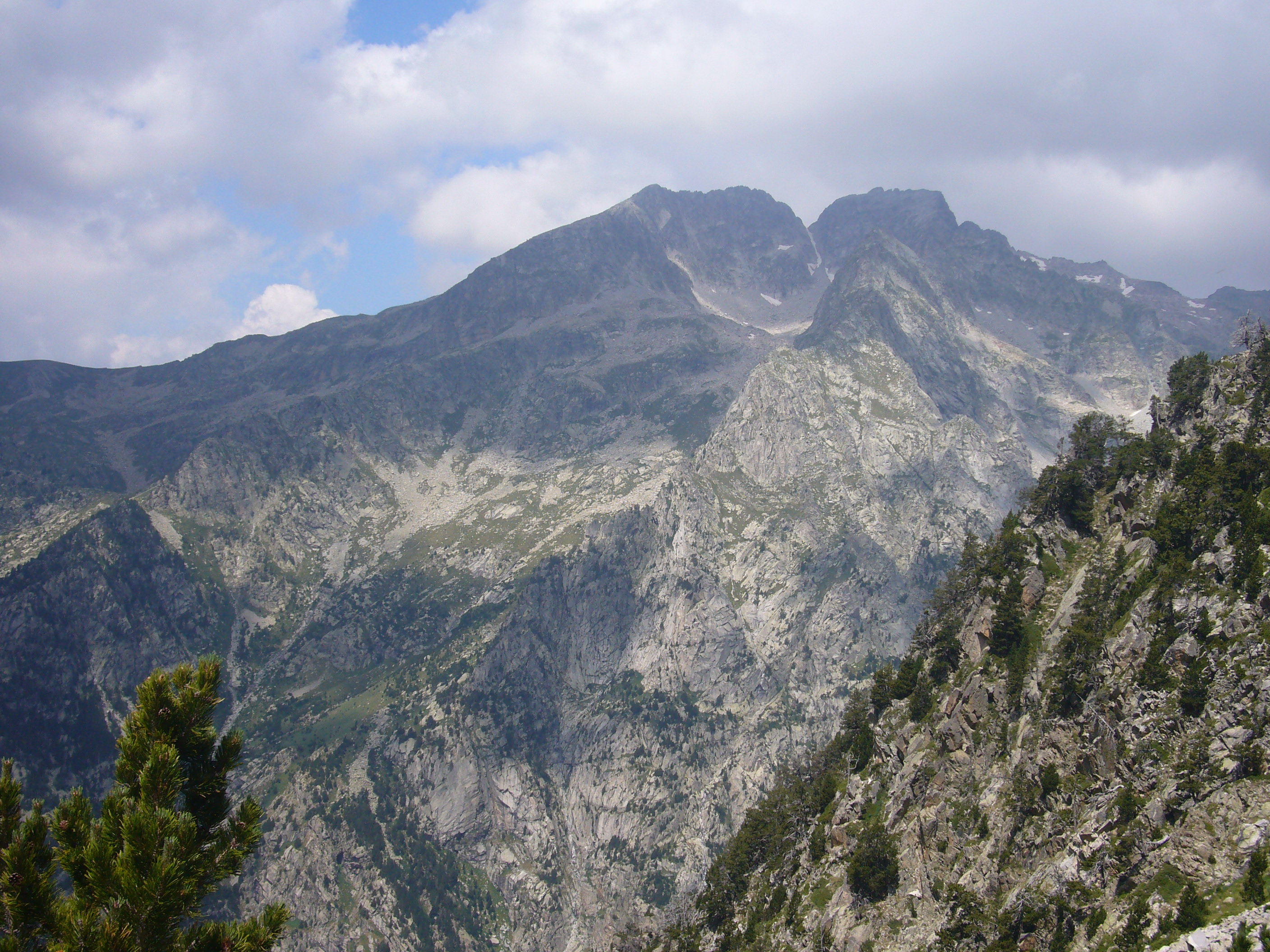
Pic de Comaloforno.

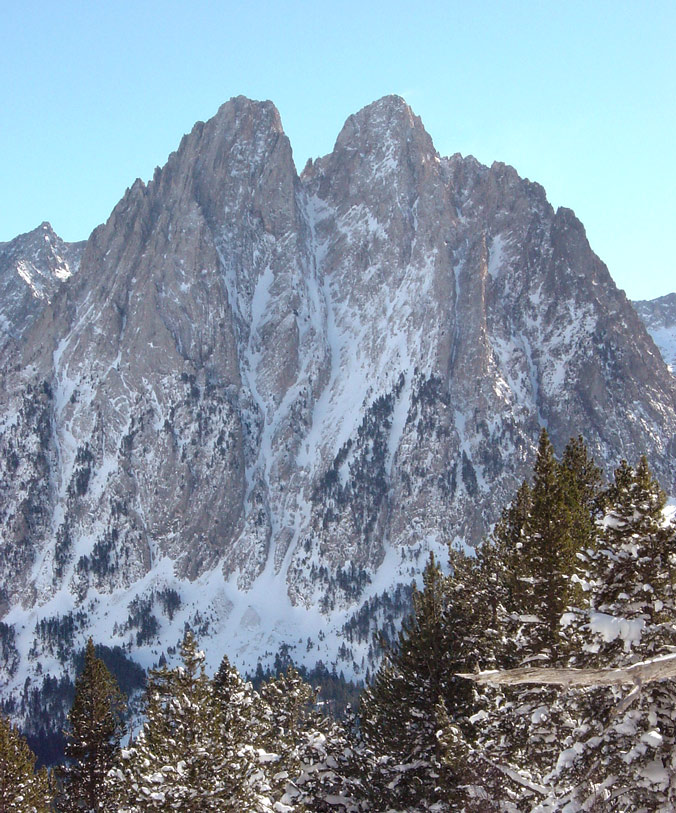
Els Encantats.

Les plus hauts
- Pic de Comaloforno, 3 029 m
- Besiberri Sud, 3 023 m
- Punta Alta, 3 014 m
- Besiberri Nord, 3 009 m

Les plus célèbres
- Gran Tuc de Colomers, 2 933 m
- Pic de Montardo, 2 833 m
- Gran Encantat, 2 748 m
- Tuc de Ratera, 2 857 m
- Pic de Peguera, 2 980 m
- Pic de Subenuix, 2 950 m

## Patrimoine biologique
Le patrimoine biologique du parc est très riche. La géomorphologie des hautes Pyrénées autorise une grande variété d'écosystèmes à l'intérieur du parc, d'une part en raison des différentes altitudes, et d'autre part à cause de l'orientation des versants.
À toute altitude il existe de petits écosystèmes produits par les ombrages, les rives des cours d'eau rapides ou les lacs aux eaux tranquilles.

### La végétation

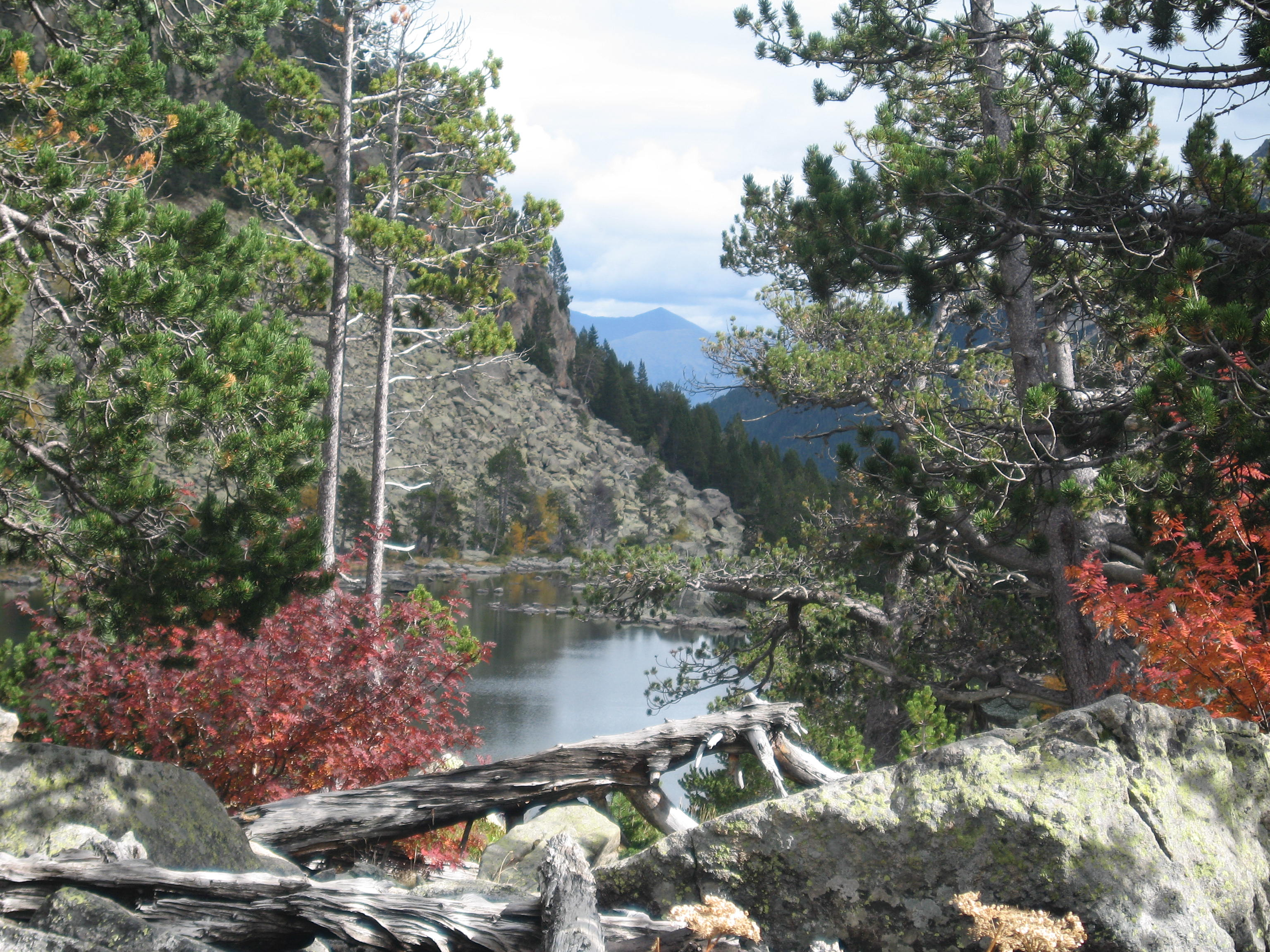
Pins à crochets.

Dans la partie montagneuse, on trouve majoritairement des forêts de feuillus caducs (bouleau fastigié, chêne, peuplier tremble, hêtre, ainsi que des pinèdes (pin sylvestre et sapin blanc).
À l'étage sub-alpin, le pin à crochets (Pinus uncinata) constitue des bois peu denses avec une couche arbustive très importante (rhododendron, airelle, genévrier, busserole, genêt), entre 1 700 m et 2 300 m d'altitude.
Dans les alpages, au-dessus de 2 300 m, les bois ont disparu mais on peut trouver quantité d'espèces de la flore alpine, comme par exemple la gentiane ou la renoncule. Bien sûr les espèces qui poussent dans les lacs ou les tourbières sont moins nombreuses. La plupart des espèces que l'on peut trouver à cette altitude sont endémiques de l'environnement pyrénéen, et pour quelques-unes d'entre elles, de distribution boréo-alpine ou artico-alpine.
Le parc abrite de nombreux lichens, de ses fonds de vallées à ses plus hauts sommets. Parmi les espèces rencontrées on peut citer le lichen d'Islande (Cetraria islandica), dont se nourrissent les rennes dans la zone boréale, qui se rencontre sur les sommets ; plus bas on voit des « tripes de roche », des lichens en forme d'écailles grises ; Rhizocarpon geographicum, un lichen crustacé ; et bien d'autres.
Pour plus d'information sur la flore et la végétation du parc, se référer à l'ouvrage :
- (ca) Carrillo Ortuño, Empar; Ninot Sugrañes, Josep Maria (1992), Flora i vegetació de les valls d'Espot i Boí. Vol. I: Flora. Vol II: Vegetació, Institut d'Estudis Catalans, Arxius Secció Ciències 99(1) y 99(2).

### La faune

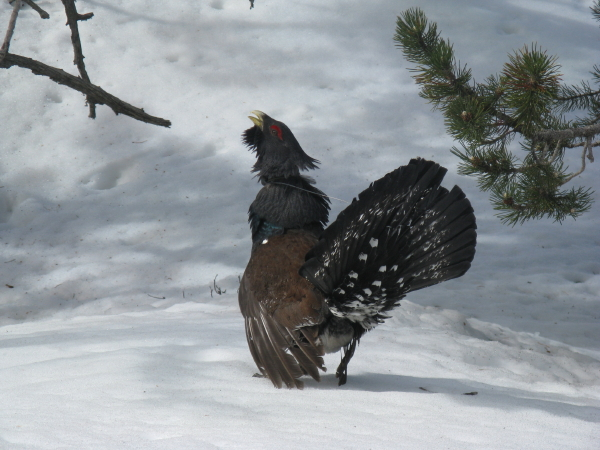
Coq de bruyère photographié dans le parc.

Près de 200 espèces dont deux tiers d'oiseaux ont élu domicile dans le parc. Il convient de souligner la présence du coq de bruyère, de l'aigle royal, du vautour fauve, du Gypaète barbu, de la perdrix des neiges et du pic noir. On rencontre facilement la mésange bleue, le moineau domestique, le faisan, la grue et la corneille.
Les mammifères les plus représentatifs sont l'isard, l'hermine, la marmotte des Alpes (bien qu'elle ne soit pas autochtone), le sanglier, le daim et le chevreuil. On trouve également le desman des Pyrénées (Galemys pyrenaicus).
Parmi les amphibiens, le triton pyrénéen Calotriton asper est significatif pour sa rareté. En revanche, la grenouille rousse est très abondante. Les eaux du parc renferment de nombreuses truites.

## Géologie et climat

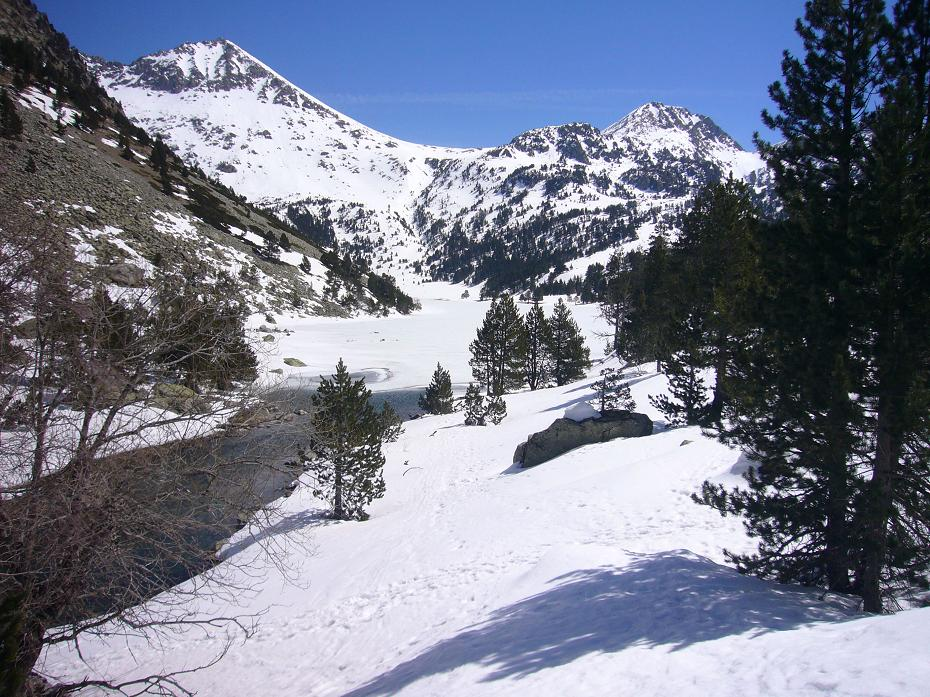
L'estany Llong en hiver.

L'intérieur du parc offre une représentation magnifique de la géologie des Pyrénées. Les reliefs granitiques et d'autres roches métamorphiques sont un héritage de l'ère primaire. Mais sans aucun doute, ce qui donne le caractère géologique des Pyrénées centrales est, d'une part, l'élévation de l'ère tertiaire, et d'autre part la glaciation de l'ère quaternaire. La forme en U des vallées constitue un magnifique exemple de l'action érosive de la glaciation du quaternaire. L'eau est actuellement le principal acteur, tant par les méandres caractéristiques de la montagne d'altitude, que par la grande concentration de lacs. Le parc constitue la zone lacustre la plus importante des Pyrénées.
La température moyenne oscille entre zéro et cinq degrés. L'hiver en altitude est très froid et la température des parties hautes du parc ne dépasse pas le zéro durant quatre mois de l'année. Les précipitations annuelles s'échelonnent entre 900 mm et 1 300 mm, pour 150 jours de précipitations dont 100 sous forme de neige.

## Exploitation
Les terres qui constituent le parc appartiennent soit à l'État, soit à des communes ou à des particuliers. Le plan directeur du parc établit les différentes utilisations possibles des ressources naturelles. L'idée de base est que sont permises les exploitations traditionnelles antérieures à la création du parc, ainsi que le tourisme.

### Gestion

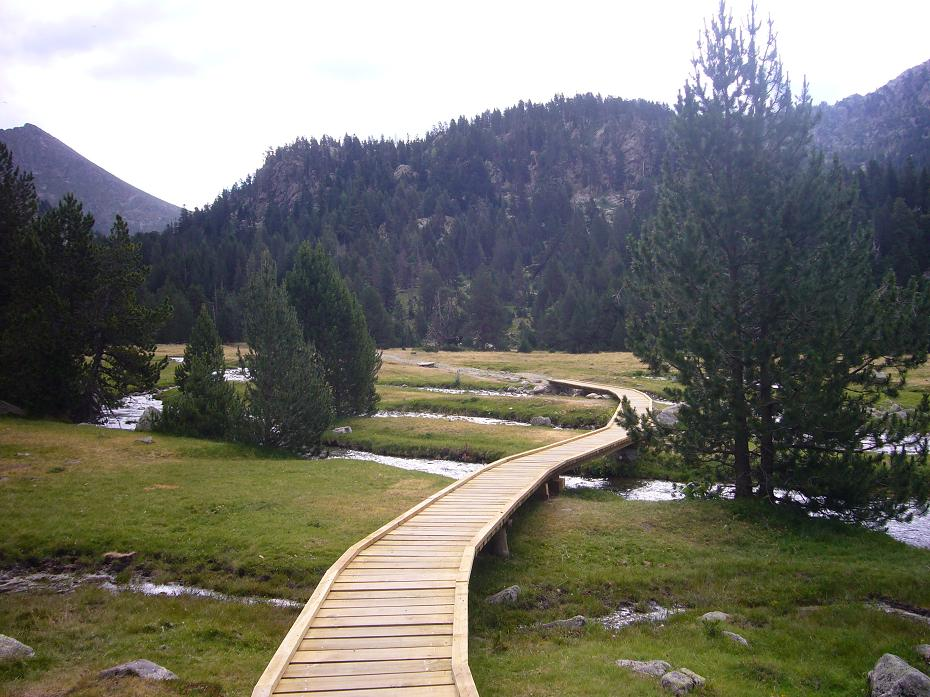
Passerelle en bois sur le Planell d'Aigüestortes.

Le parc est régi par un plan directeur approuvé par le Parlement de Catalogne. L'organe directeur est constitué du comité (en catalan : patronat,  en castillan : patronato) du parc et de la commission permanente (dont le siège est à Boí y Espot). L'organe de gestion est le département de l'environnement et de l'habitat, direction générale du milieu naturel, service des parcs.

### Tourisme
Actuellement, le parc national d'Aigüestortes et lac Saint-Maurice est une destination touristique prisée, en particulier en été. Toutes les activités touristiques sont encadrées. L'accès à pied est libre mais le camping est interdit, ainsi que la cueillette de tout type de plantes, la chasse et la pêche. L'accès en véhicule privé est également interdit, sauf pour les taxis d'Espot ou de l'entrée de la vallée de Boí possédant une autorisation.
Des 4 x 4 et véhicules tout-terrain assurent la liaison entre Boì et le planell d'Aigüestortes.

### Randonnées

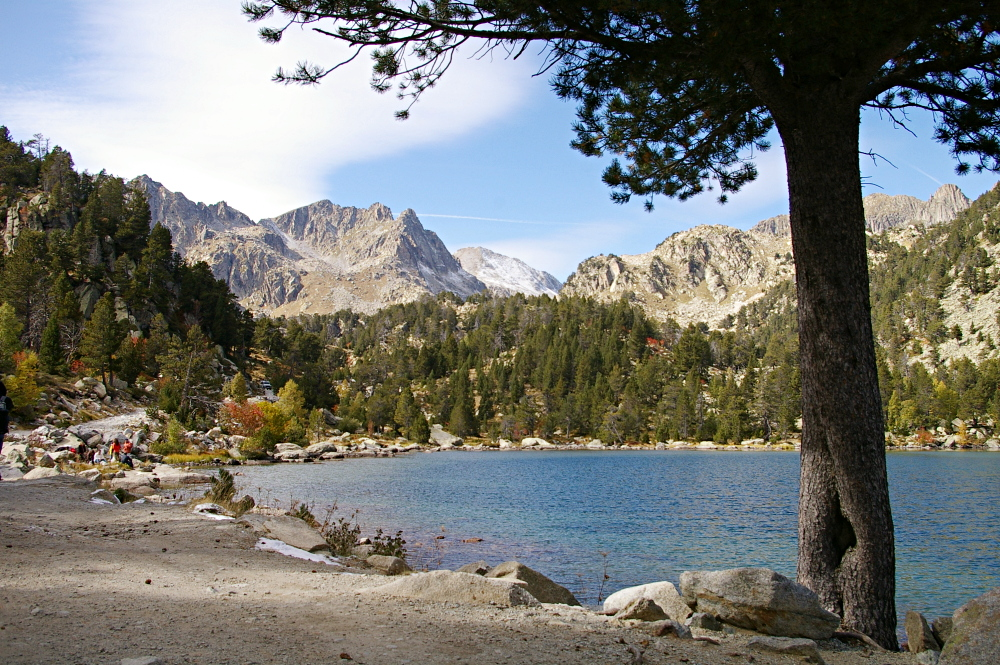
Lac de Ratera.

En été, le parc reçoit la visite de nombreux randonneurs qui parcourent tous les chemins. Le sentier de grande randonnée transpyrénéenne, le GR 11, traverse le parc.
Les itinéraires les plus faciles et recommandés sont :
- Zone de Boí : depuis le lac de LLebreta jusqu'au lac de Llong en suivant la rivière Saint-Nicolas. Sur ce parcours, on peut admirer les magnifiques espaliers et méandres d'Aigüestortes ;
- Zone du lac Saint-Maurice : depuis Saint-Maurice jusqu'au lac de Ratera et jusqu'au point de vue du haut du lac. Ce point de vue présente le meilleur panorama sur le lac Saint-Maurice.

On peut également aller du lac de Saint-Maurice jusqu'à la vallée de Monestero, contempler d'impressionnantes pinèdes et des traces de cours d'eau similaires à ceux d'Aigüestortes.
Les itinéraires présentant une certaine difficulté sont :
- la traversée Espot-Boí, par le Portarro d'Espot, aux panoramas inoubliables ;
- la traversée Arties-Espot, qui monte jusqu'au refuge de la Restanca et qui passe ensuite par Colomers et Amitges, redescendant jusqu'au lac Saint-Maurice.

Enfin pour les plus sportifs :
- le chemin appelé Carros de Foc ou Carros de Fuego (« charrettes de feu »).

### Refuges

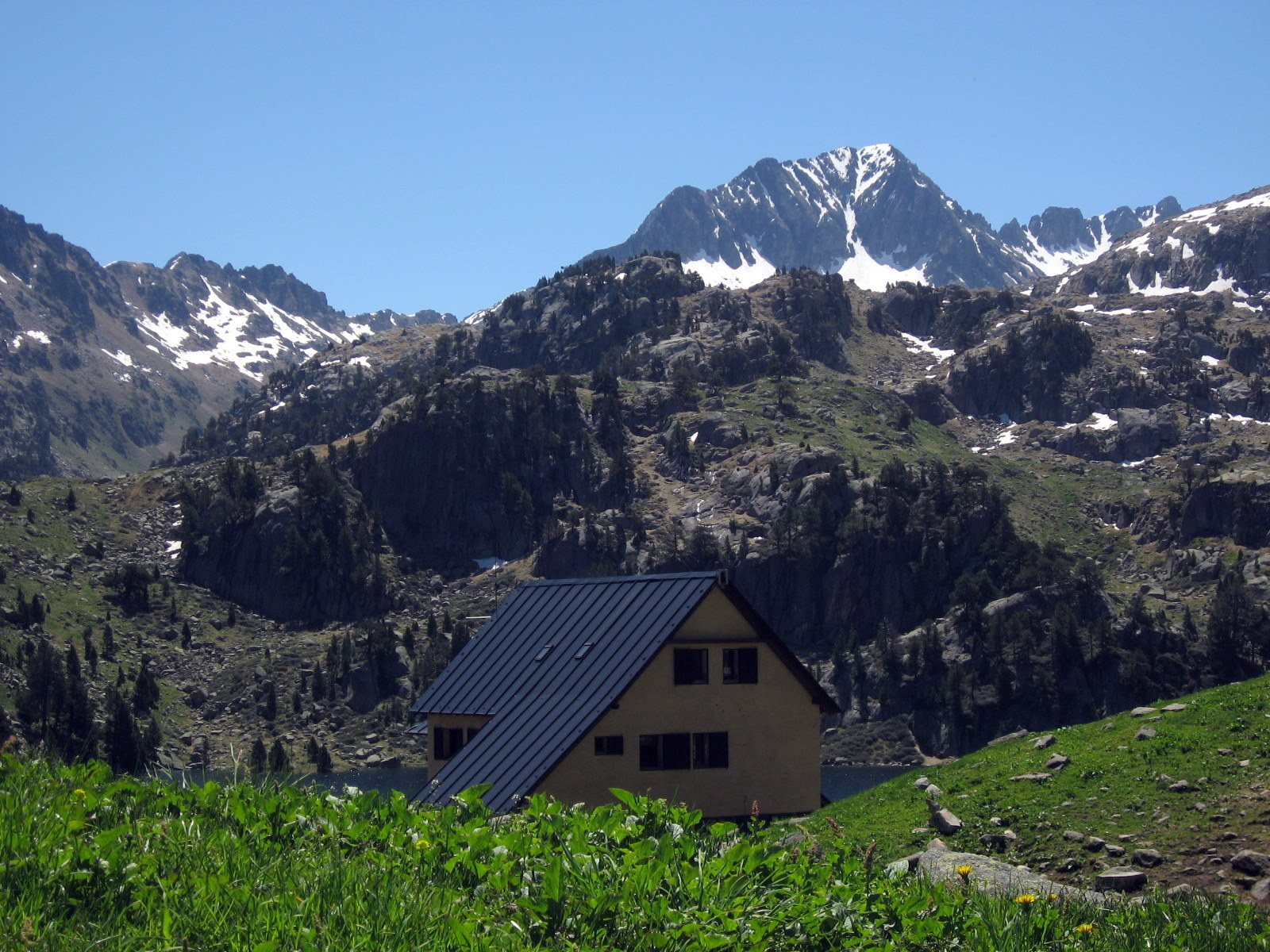
Refuge de Colomers.

À l'intérieur du parc on peut passer la nuit dans les refuges suivants :
- Refuge de la Restanca ;
- Refuge de Colomèrs ;
- Refuge Ernest Mallafré ;
- Refuge Josep María Blanc ;
- Refuge Joan Ventosa i Calvell ;
- Refuge de Besiberri ;
- Refuge de l'Estany Llong ;
- Refuge de Colomina ;
- Refuge d'Amitges ;
- Refuge de Saboredo ;
- Refuge de Pla de la Font.

### Pastoralisme
Les alpages de haute montagne, qui font aujourd'hui partie du parc, ont été utilisés depuis des siècles par les bergers.
La protection de l'économie locale n'est pas la seule raison pour laquelle le pastoralisme traditionnel est autorisé à l'intérieur du parc. Il faut comprendre que des siècles d'exploitation pastorale ont modelé les écosystèmes des alpages qui ne seraient pas ce qu'ils sont aujourd'hui sans le berger.

### Hydroélectricité

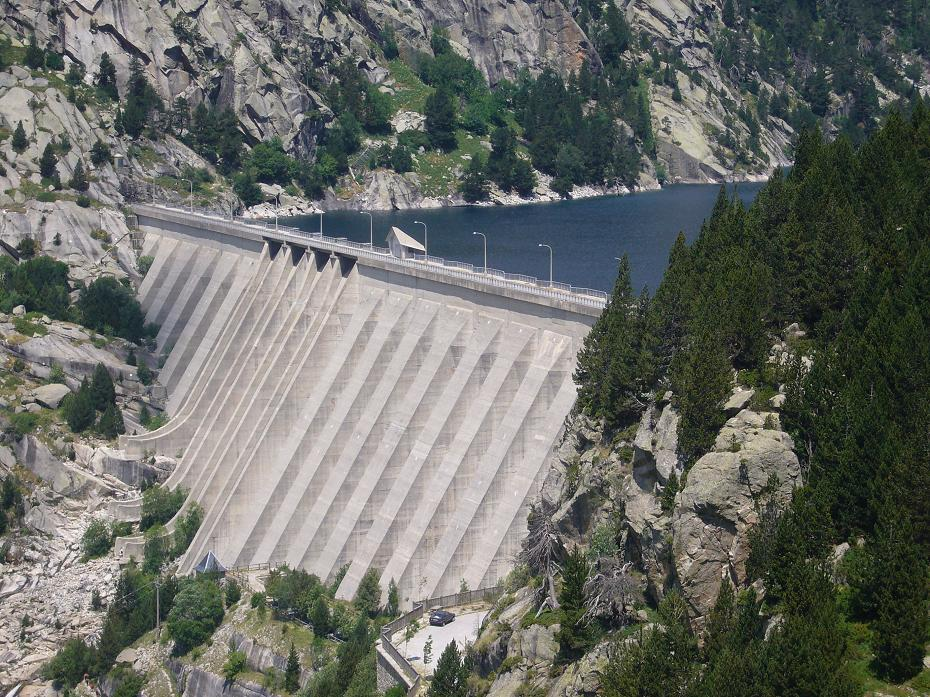
Barrage de Cavallers.

Bien que dans le parc il n'y ait aucune centrale hydroélectrique, on utilise les eaux issues de ce dernier pour produire de l'électricité hors du secteur protégé. Dans ce but, il existe dans le parc de grandes canalisations enterrées.
Les centrales qui utilisent les eaux du parc sont :
- la centrale hydroélectrique de Saint Maurice à Espot ; elle utilise les eaux en provenance du lac Saint-Maurice ;
- la centrale hydroélectrique de Sallente-Lac Gento à Torre de Cabdella ; elle utilise les eaux recueillies par un réseau de canalisations souterraines immense, construit au début du XXe siècle. Ce réseau de canalisations collecte les eaux des lacs de Cubielo, Mariolo, Tort, Saburó, de Mar et d'autres plus petits. La centrale de Sallente-Lac Gento est réversible, c'est-à-dire qu'elle peut pomper l'eau du lac inférieur de Sallente jusqu'au niveau supérieur du lac Gento, pour pouvoir absorber une partie de la production électrique des centrales nucléaires durant les heures creuses ;
- la centrale hydroélectrique souterraine de Caldes dans la vallée de Boí ; elle utilise les eaux de la retenue de Cavallers sur le Noguera de Tor.